# Francisco Bueso Cuéllar
Francisco Bueso Cuéllar (* 1860 in Santa Rosa de Copán) war vom 10. bis 27. März 1924 Präsident von Honduras.

## Leben
Seine Geschwister waren Filadelfo Manuel und Luisa. Im August 1880 gründeten sie die Bueso Hermanos. Francisco Bueso Cuéllar war Arzt und Chirurg. Im Regierungskabinett von Rafael López Gutiérrez war Francisco Bueso Regierung- und Justizverwaltungsminister.
Francisco Bueso war von 1923 bis 1924 mit Francisco Paredes Fajardo, Miguel Oquelí Bustillo Stellvertreter von Rafael López Gutiérrez. Bei den Präsidentschaftswahlen 1923 erhielt keiner der Kandidaten die absolute Mehrheit. General Tiburcio Carías Andino von der Partido Nacional de Honduras erhielt die meisten Stimmen. Nach der Verfassung ernennt das Parlament per Gesetz einen Präsidenten. Im Oktober 1923 löste Rafael López Gutiérrez das Parlament auf. Im Februar 1924 lief seine Amtszeit aus und Rafael López Gutiérrez dekretierte den Ausnahmezustand.
Die Anhänger der Partido Nacional de Honduras sowie einer oppositionellen Fraktion der Partido Liberal de Honduras in der Armee besetzten Städte in Honduras. Im Februar 1924 setzte sich Rafael López Gutiérrez aus Tegucigalpa nach Amapala ab. Er wollte weiter in die USA und dort seinen Diabetes mellitus behandeln lassen, dies misslang und er starb am 10. März 1924 in Amapala, womit das Präsidentenamt an Bueso ging.
Vom 10. März bis 22. April 1924 regierte Bueso in einem Regierungskabinett mit Rómulo Durón (Comayagüela, 1865-Tegucigalpa, 1942), José María Ochoa Velásquez und Marcial Lagos. Vom 22. April bis 27. April 1924 kam zu diesem Regierungskabinett noch General Toribio Ramos Pérez hinzu.